# Huangshi
Huangshi (chiń. 黄石; pinyin Huángshí) – miasto o statusie prefektury miejskiej w środkowych Chinach, w prowincji Hubei, port nad rzeką Jangcy. W 2010 roku liczba mieszkańców miasta wynosiła 718 104. Prefektura miejska w 1999 roku liczyła 2 493 594 mieszkańców. Ośrodek wydobycia węgla kamiennego oraz przemysłu hutniczego, maszynowego, elektronicznego, cementowego, włókienniczego, spożywczego i gumowego. Miasto posiada własny port lotniczy.

## Podział administracyjny
Prefektura miejska Huangshi podzielona jest na 6 jednostek administracyjnych:
- Dzielnice:
  - Huangshigang (黄石港区)
  - Xisaishan (西塞山区)
  - Xialu (下陆区)
  - Tieshan (铁山区)
- Miasto:
  - Daye (大冶市)
- Powiaty:
  - Yangxin (阳新县)

| Mapa                                                                       |
| -------------------------------------------------------------------------- |
| 1 Xisaishan Xialu Tieshan Powiat · Yangxin Daye · (miasto) 1. Huangshigang |